# 타일러 애플러
타일러 오스틴 에플러(Tyler Austin Eppler, 1993년 1월 5일 ~ )는 미국의 야구선수이며 현재 CPBL에 속해 있는 웨이취엔 드래곤스의 투수이다. KBO 등록명은 '애플러'이다.

## 미국 프로야구 시절
2014년 메이저 리그 신인 드래프트에서 6라운드에 지명돼 6월 11일에 계약금 20만 달러에 피츠버그 파이리츠와 계약했다.
제임스톤 제이머스에서 첫 프로 생활을 시작했으며 14경기에 등판해 방어율 2.49를 기록했다. 2015년에는 싱글A 브레이든턴 머로더스와 AA 알투나 커브에서 총 15게임 등판해 6승 2패, 방어율 3.14를 기록했다. 시즌 후 애리조나 가을 리그에 참가했다. 2016년 시즌에는 알투나 커브에 머물렀으며 9승 1패, 방어율 3.99를 기록했다. 이때 프로 데뷔 후 가장 많은 162.1이닝을 던졌다. 2017년 시즌에는 트리플A 인디애나폴리스 인디언스 소속으로 출전해 8승 9패 방어율 4.89를 기록했다.2018년 시즌에는 28경기에 등판해 13승 6패, 방어율 3.59를 기록했다. 선발로는 총 25번 등판했다.

## 일본 프로야구 시절
2019년 1월 15일 연봉 60만 달러에 오릭스 버팔로스와 계약했다. 5월에 처음으로 콜업됐다. 5월 19일에 선발 투수였던 앤드루 앨버스를 대신해 사이타마 세이부 라이온스와의 경기에 선발 등판했으나 3.2이닝 3실점을 기록하며 패했고 이후 다시 2군으로 내려갔다. 6월에 다시 콜업됐다. 6월 15일 한신 타이거즈와의 경기에 구원 등판했다. 8회 초 2-4 무사 1ㆍ2루 상황에서 병살타를 유도하며 무실점으로 막았고 이후 팀이 역전해 일본 프로야구 진출 후 첫 승을 달성했다. 이 해에 24경기 등판해 31.1이닝 평균자책점 4.02를 기록했다. 시즌 종료 후 오릭스와의 재계약에 실패했다.

## 미국 프로야구 복귀
2020년에 워싱턴 내셔널스와 마이너 리그 계약을 맺었다. 하지만 코로나19 범유행으로 마이너 리그가 중단되며 이해에 단 한 경기도 출전하지 못했다. 2021년도에는 트리플A 로체스터 레드윙스 소속으로 19경기에 등판해 48탈삼진, 방어율 7.75를 기록했고 이후 워싱턴 내셔널스는 8월 24일에 그를 방출했다.

## 도미니카 프로야구 시절
2021년에 토로스 델 에스테에 입단하였다.

## 한국 프로야구 시절

### 키움 히어로즈시절

#### 2022년
2021년 12월 17일에 총액 40만 달러에 계약했다. 안우진, 에릭 요키시에 이어 3선발로 낙점됐다. 4월 5일 LG 트윈스와의 경기에 등판했다. 5이닝 무사사구, 2실점을 기록했으나 승리 투수는 되지 못했다. 4월 15일 두산전에 등판해 6이닝 4피안타, 1실점을 기록하며 첫 승을 달성했다. 5월 27일 롯데전에 등판해 9이닝 3피안타, 무사사구를 기록하며 KBO 리그 데뷔 후 첫 완봉승을 달성했다. 그러나 이후에는 계속 부진했고 6월 27일에 1군 엔트리에서 처음으로 말소됐다. 7월 14일 SSG 랜더스와의 전반기 마지막 경기에는 구원 투수로 처음 등판해 1.1이닝 2사사구, 무실점을 기록했다. 후반기에는 구원 투수로도 등판했다. 포스트시즌에는 다시 3선발로 고정 출전했다. kt 위즈와의 준플레이오프 3차전에 선발 등판해 5이닝 6피안타, 1사사구, 1실점(무자책)을 기록했다. 이는 4년 만에 나온 팀의 포스트시즌 선발 승이었다.  이후 플레이오프 1차전과 4차전에도 선발투수로 등판해 팀의 한국시리즈 진출에 이바지했다. SSG 랜더스와의 한국시리즈 2차전에서 5이닝 5실점을 기록하며 패전 투수가 됐다. 6차전에서 5이닝 4피안타, 1사사구, 2실점(무자책)을 기록한 후 교체됐다.

## 대만 프로야구 시절
2023년에 푸방 가디언스에 입단하였다.

## 통산 기록
| 연도           | 팀명           | 평균자책점 | 경기 | 완투 | 완봉 | 승 | 패 | 세 | 홀 | 승률  | 타자 | 이닝  | 피안타 | 피홈런 | 볼넷 | 사구 | 탈삼진 | 실점 | 자책점 |
| -------------- | -------------- | ---------- | ---- | ---- | ---- | -- | -- | -- | -- | ----- | ---- | ----- | ------ | ------ | ---- | ---- | ------ | ---- | ------ |
| 2019           | 오릭스         | 4.02       | 24   | 0    | 0    | 4  | 4  | 0  | 3  | 0.500 | 137  | 31.1  | 41     | 2      | 9    | 0    | 25     | 16   | 14     |
| 2022           | 키움           | 4.30       | 33   | 1    | 1    | 6  | 8  | 0  | 0  | 0.429 | 622  | 140.1 | 172    | 13     | 40   | 6    | 86     | 69   | 67     |
| NPB 통산 : 1년 | NPB 통산 : 1년 | 4.02       | 24   | 0    | 0    | 4  | 4  | 0  | 3  | 0.500 | 137  | 31.1  | 41     | 2      | 9    | 0    | 25     | 16   | 14     |
| KBO 통산 : 1년 | KBO 통산 : 1년 | 4.30       | 33   | 1    | 1    | 6  | 8  | 0  | 0  | 0.429 | 622  | 140,1 | 172    | 13     | 50   | 6    | 86     | 69   | 67     |